# گروبتسیگ
گروبتسیگ (به آلمانی: Gröbzig) یک منطقهٔ مسکونی در آلمان است که در زودلیشس آنهالت واقع شده‌است. گروبتسیگ  ۳٬۰۳۴ نفر جمعیت دارد.